# Svartviks IF
Svartviks IF (Svartviks Idrotts Förening) är ett svenskt fotbollslag från Svartvik i Sundsvalls kommun. Klubben bildades 1894 och är en av länets äldsta idrottsföreningar. 1924 spelades den första seriematchen mot IFK Sundsvall och inträde till matchen kostade då 75 öre. Lagets hemmaarena Svartviks IP lades om 1934 och det nuvarande klubbhuset färdigställdes 1967 genom starka ideella arbetskrafter som fanns inom föreningen. Sedan följde ett antal år för fotbollslaget med skiftande framgångar.
På 60-talet tog sig laget upp i Division 3. Efter några säsonger ramlade man ner i Division 4, och har även spelat några säsonger i Division 5. Efter omstarten i Division 6 säsongen 2022 har A-laget vunnit serien tre år i rad och klättrat upp i Medelpadsallsvenskan på kortast möjliga tidsrymd. Klubben spelar just nu i Division 3.
Klubben är ansluten till Medelpads Fotbollförbund.